# Per-Ola Lindberg
Per-Ola Lindberg   (Kalmar, 24 de març de 1940 - Palm Springs, 19 de desembre de 2022) és un nedador suec, ja retirat, especialista en estil lliure, que va competir durant la dècada de 1960.
El 1960 va prendre part en els Jocs Olímpics d'Estiu de Roma, on va disputar dues proves del programa de natació. Fou sisè en els 4x200 metres lliures i vuitè en els 100 metres lliures. Quatre anys més tard, als Jocs de Tòquio, tornà a disputar dues proves del programa de natació. Fou cinquè en els 4x100 metres lliures, mentre en els 100 metres lliures quedà eliminat en semifinals.
En el seu palmarès destaquen una medalla d'or, una de plata i una de bronze al Campionat d'Europa de natació de 1962.